# 古賀定雄
古賀 定雄（こが さだお、1832年4月（天保3年3月） - 1877年（明治10年）11月18日）は、幕末の佐賀藩士、明治期の内務官僚。権令。通称・一平。大木民平（大木喬任）、江藤新平と共に「佐賀の三平」と呼ばれた才人。

## 経歴
佐賀藩士・河内定古の息子として生まれる。祖父は古賀定徳。早くから尊王攘夷論を唱えて活動した
。
慶応4年閏4月3日（1868年5月24日）、日田御領所御用掛を命ぜられるも、着任することなく長谷川範蔵に差し替えとなる。同年6月、下総野鎮撫府付となる。同年8月8日（9月23日）、旧代官の松村忠四郎に代わって武蔵知県事に就任し、その管轄区域が明治2年2月（1869年）品川県となる。
明治4年5月、藩主鍋島直正が没した佐賀藩の大参事に転じた。廃藩置県・府県統合を経て佐賀県参事となり、維新政府の方針による県政を推進したが県民の反感を買い、同年7月12日（8月15日）に免官となる。同年7月25日（8月28日）、宮内少丞に就任。1年あまり後、ごく短期間足柄県参事に任ぜられたが免官、位記返上となる。
1874年11月、名東県権令に就任し、翌1875年9月に香川県権令となったが、病気を理由に同年10月に依願免官となった。墓所は青山霊園(1イ1-2)。

## 職歴
- 明治元年8月8日 - 知県事[5]（所轄は明治2年2月より品川県となる区域）
- 明治2年7月20日 - 品川県権知事[6]
- 明治4年5月17日 - 品川県知事[7]
- 明治4年5月19日 - 佐賀藩大参事（7月14日、廃藩置県により佐賀県大参事となる）[8]
- 明治4年11月14日 - 伊万里県参事（翌5年5月29日、佐賀県に改称）[9]
- 明治5年7月12日 - 免官[10]、御用滞在[11]
- 明治5年7月25日 - 宮内少丞[12]
- 明治6年5月17日 - 免官[13]
- 明治6年11月29日 - 足柄県参事[14]
- 明治6年12月19日 - 免官[15]、御用滞在[16]
- 明治7年9月7日 - 位記返上[2]
- 明治7年11月24日 - 名東県権令[17]
- 明治8年6月5日 - 兼五等判事[18]
- 明治8年9月5日 - 香川県権令兼五等判事[19]
- 明治8年10月20日 - 依願免官[20]

## 親族
- 孫 山村聡（俳優、長男・古賀千年の長男）[21]